# 多摩森林科學園

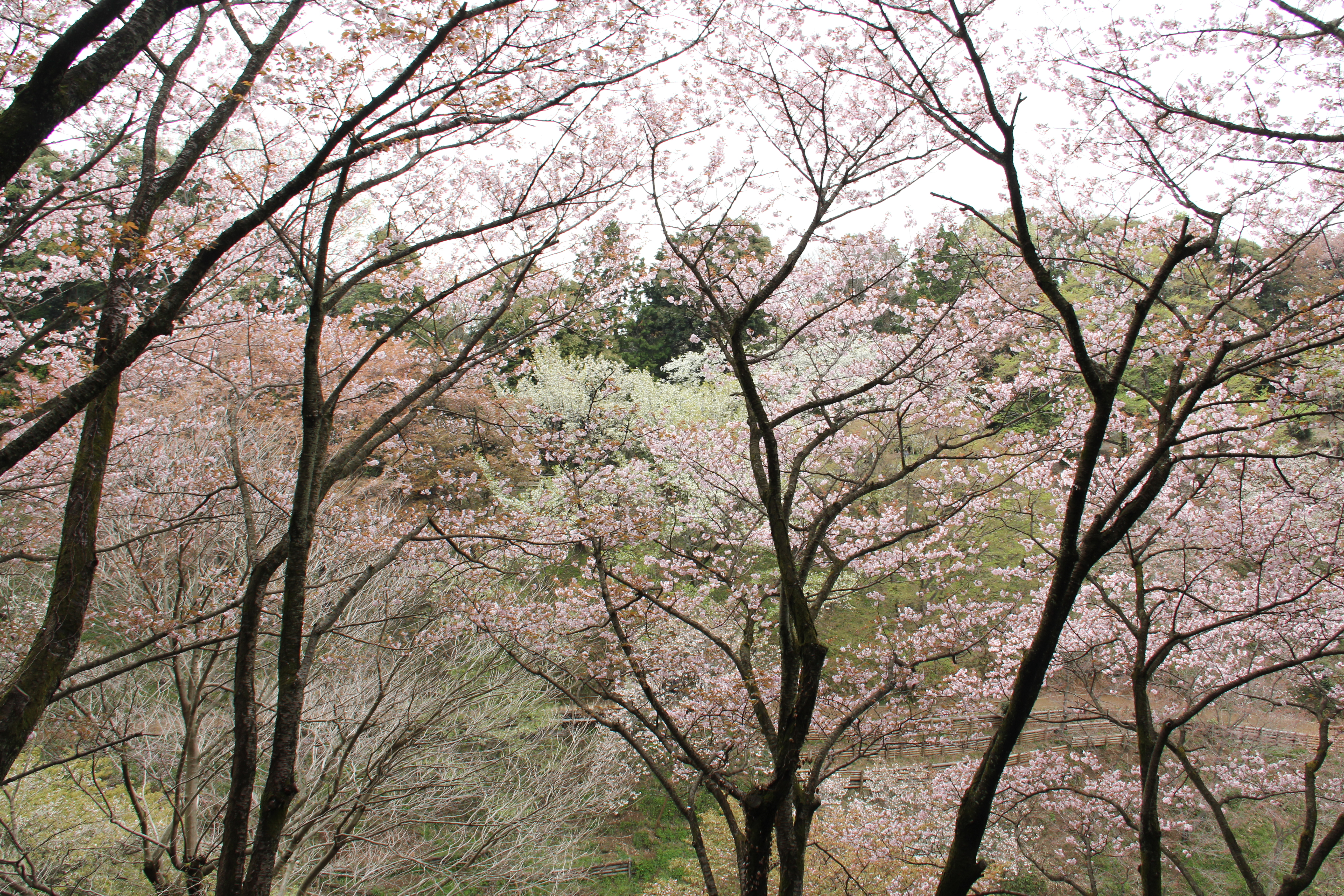
多摩森林科學園

多摩森林科學園（日语：／）是東京都八王子市廿里町的森林、林業、木材產業實驗研究機關，為獨立行政法人森林綜合研究所設施。部分設施開放一般大眾參觀，但須入園費。

## 園內設施
- 櫻花保存林：保存日本各地櫻花基因的櫻花林，目前約有1,700棵櫻花樹。由於有多種品種，花期可從2月至5月（部分在10月～11月）。由於許多花期在4月中旬，比都心地區的染井吉野櫻晚半個月左右，因此吸引許多賞櫻客來此。
- 樹木園：約620種樹木。

## 歷史
- 1921年2月：宮內省帝室林野管理局林業試驗場成立。
- 1940年1月：改稱帝室林野局東京林業試驗場。
- 1947年4月：改稱農林省林業試驗場淺川支場。
- 1957年7月：改稱農林省林業試驗場淺川實驗林。
- 1978年7月5日：改稱農林水產省林業試驗場淺川實驗林。
- 1988年10月：改稱森林綜合研究所多摩森林科學園。
- 2001年4月：改稱獨立行政法人森林綜合研究所多摩森林科學園。

## 直轄試驗地
- 連光寺實驗林（東京都多摩市連光寺（日语：連光寺））
- 赤沼實驗林（埼玉縣鳩山町大字赤沼）

## 交通方式
- 東日本旅客鐵道、京王電鐵高尾站北口步行約10分。或在高尾站北口1、2號巴士乘車處搭乘往小佛以外的班次至「森林科學園」下車（但森林科學園巴士站只停靠高尾站發車的班次）。園內無停車場。

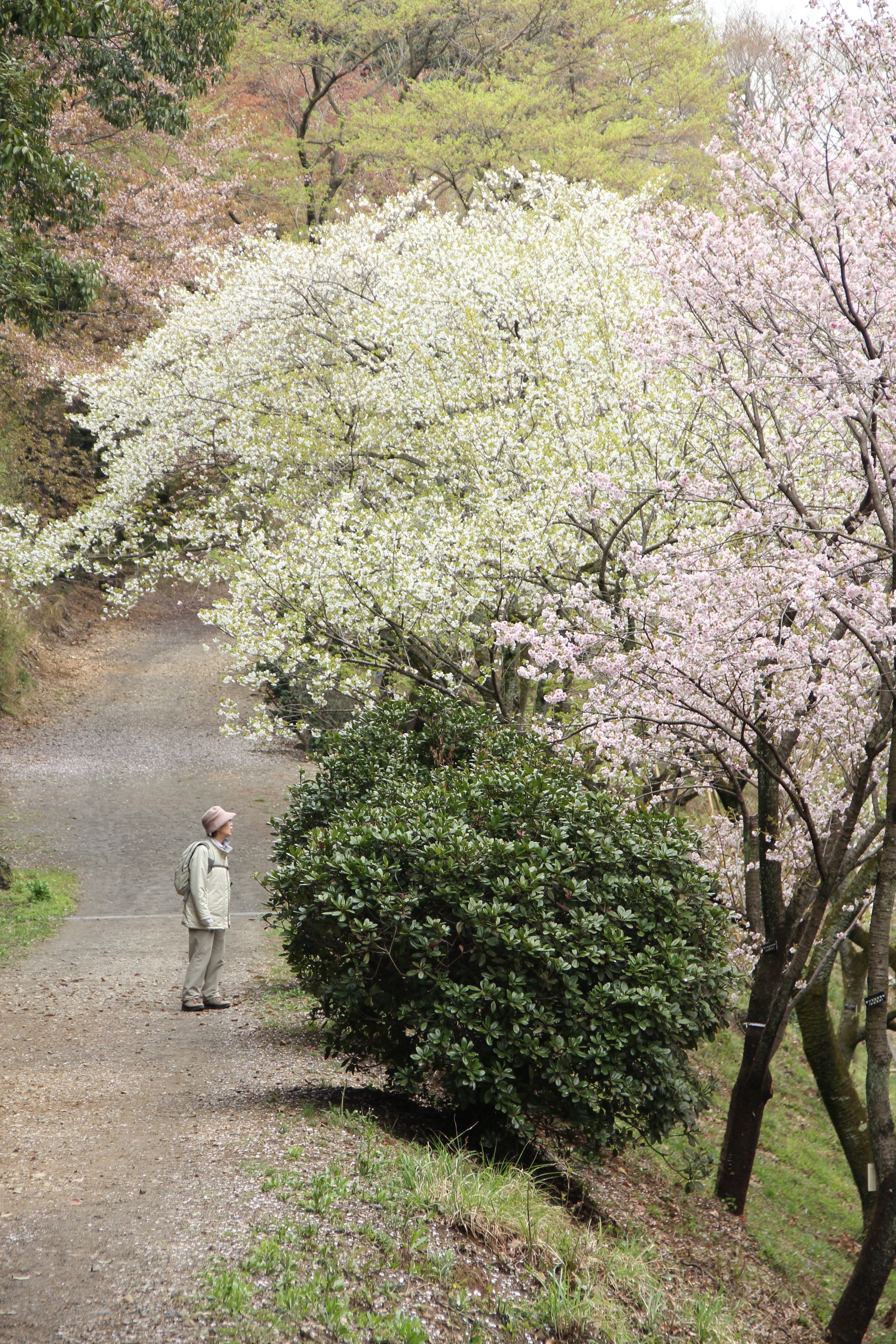

## 外部連結
- 多摩森林科學園（页面存档备份，存于）